# Hexatoma stricklandi
Hexatoma stricklandi är en tvåvingeart. Hexatoma stricklandi ingår i släktet Hexatoma och familjen småharkrankar.

## Underarter
Arten delas in i följande underarter:
- H. s. pallidibasis
- H. s. stricklandi